# Il piacere della sua compagnia
Il piacere della sua compagnia (The Pleasure of His Company) è un film del 1961 diretto da George Seaton e interpretato da Fred Astaire, Debbie Reynolds e Lilli Palmer, basato sull'opera teatrale omonima di Cornelia Otis Skinner e Samuel A. Taylor.
Fu presentato in concorso all'11ª edizione del Festival internazionale del cinema di Berlino e Fred Astaire ricevette una candidatura ai Golden Globe.

## Trama
Biddeford "Pogo" Poole è un uomo dalla vita inquieta e vagabonda che torna a San Francisco dalla figlia Jessica, prossima al matrimonio con l'allevatore di bovini Roger. La ragazza è affascinata dalla figura paterna e sembra disposta a rinunciare ai suoi progetti e a seguirlo nel suo vagabondare per il mondo. Biddeford cerca con ogni mezzo di convincerla ma alla fine scopre che la figlia lo vuole accontentare solo per non abbandonarlo alla solitudine della vecchiaia. Consapevole per la prima volta della propria condizione, lascerà che Jessica decida da sola della sua vita e partirà per un nuovo viaggio, stavolta accompagnato dal cameriere cinese della prima moglie Kate.

## Produzione
La produzione teatrale aveva debuttato il 22 ottobre 1958 al Longacre Theatre di Broadway e Charles Ruggles, unico membro del cast originale presente nel film, aveva ottenuto un Tony Award come miglior attore non protagonista. George Seaton e William Perlberg, che collaboravano assiduamente dal 1945, si erano già assicurati i diritti cinematografici dall'inizio dell'anno e nel 1959 Samuel Taylor iniziò a lavorare sulla sceneggiatura, dopo aver completato un progetto (irrealizzato) di Alfred Hitchcock intitolato No Bail for the Judge.
Le riprese iniziarono il 25 gennaio 1960 ma furono interrotte il 4 marzo a causa di uno sciopero della Screen Actors Guild. Dopo otto mesi la lavorazione riprese con le esterne a San Francisco e il film fu completato dopo altre cinque settimane negli stabilimenti Paramount di Hollywood.
La costumista Edith Head appare nella scena d'apertura, mentre dirige le modifiche all'abito da sposa di Jessica nei magazzini di lusso I. Magnin & Co.

## Distribuzione
Dopo l'anteprima del 17 marzo 1961 a New Rochelle e una proiezione benefica a favore dell'ospedale psichiatrico di Resthaven, il film debuttò al Paramount Hollywood Theatre di Los Angeles il 26 maggio e a New York il successivo 1º giugno. Lo stesso mese fu proiettato al Festival internazionale del cinema di Berlino.

### Date di uscita
- Stati Uniti d'America (The Pleasure of His Company) – 26 maggio 1961
- Svezia (Åh, en sån pappa!) – 16 ottobre 1961
- Germania Ovest (In angenehmer Gesellschaft) – 18 ottobre 1961
- Finlandia (Vallaton morsian) – 20 ottobre 1961
- Francia (Mon séducteur de père) – 29 novembre 1961
- Messico (El placer de su compañía) – 15 febbraio 1962
- Giappone (Kekkon dorobo) – 27 febbraio 1962
- Danimarca (Min datters far) – 22 maggio 1962
- Spagna (Su grata compañía) – 14 gennaio 1963

## Critica
La rivista Variety scrisse che Lilli Palmer nella parte di Katharine «è responsabile dei colpi comici più forti del film e supera altrettanto bene i passaggi sentimentali più deboli», mentre nella recensione sul sito AllMovie, Craig Butler ha definito il film «una sciocchezza totale ma deliziosa... titanicamente insignificante ma anche estremamente divertente», conferendo il merito sia alla sceneggiatura che alla regia di George Seaton e, soprattutto, alla performance di Fred Astaire.

## Colonna sonora
La colonna sonora fu realizzata dal compositore e direttore d'orchestra Alfred Newman, già vincitore di 8 premi Oscar e autore delle musiche di altri film di George Seaton tra cui La città assediata (1950) e Tutto può accadere (1952). Nel 2003 è stata pubblicata per la prima volta negli Stati Uniti dall'etichetta Kritzerland, in un'edizione limitata contenente alcune tracce bonus.